# San Cristóbal de Valdueza
San Cristóbal de Valdueza es una localidad española que se encuentra en el municipio de Ponferrada, en la comarca de El Bierzo, en la zona occidental de la provincia de León, comunidad autónoma de Castilla y León.

## Situación
San Cristóbal se sitúa en los montes Aquilianos, a 14 kilómetros de Ponferrada. Se accede por carretera desde Ponferrada y Salas de los Barrios.

## Demografía
| Gráfica de evolución demográfica de San Cristóbal de Valdueza entre 2000 y 2021 |
|                                                                                 |
| Población de derecho (2000-2021) según el padrón municipal del INE              |

## Cultura

### Patrimonio

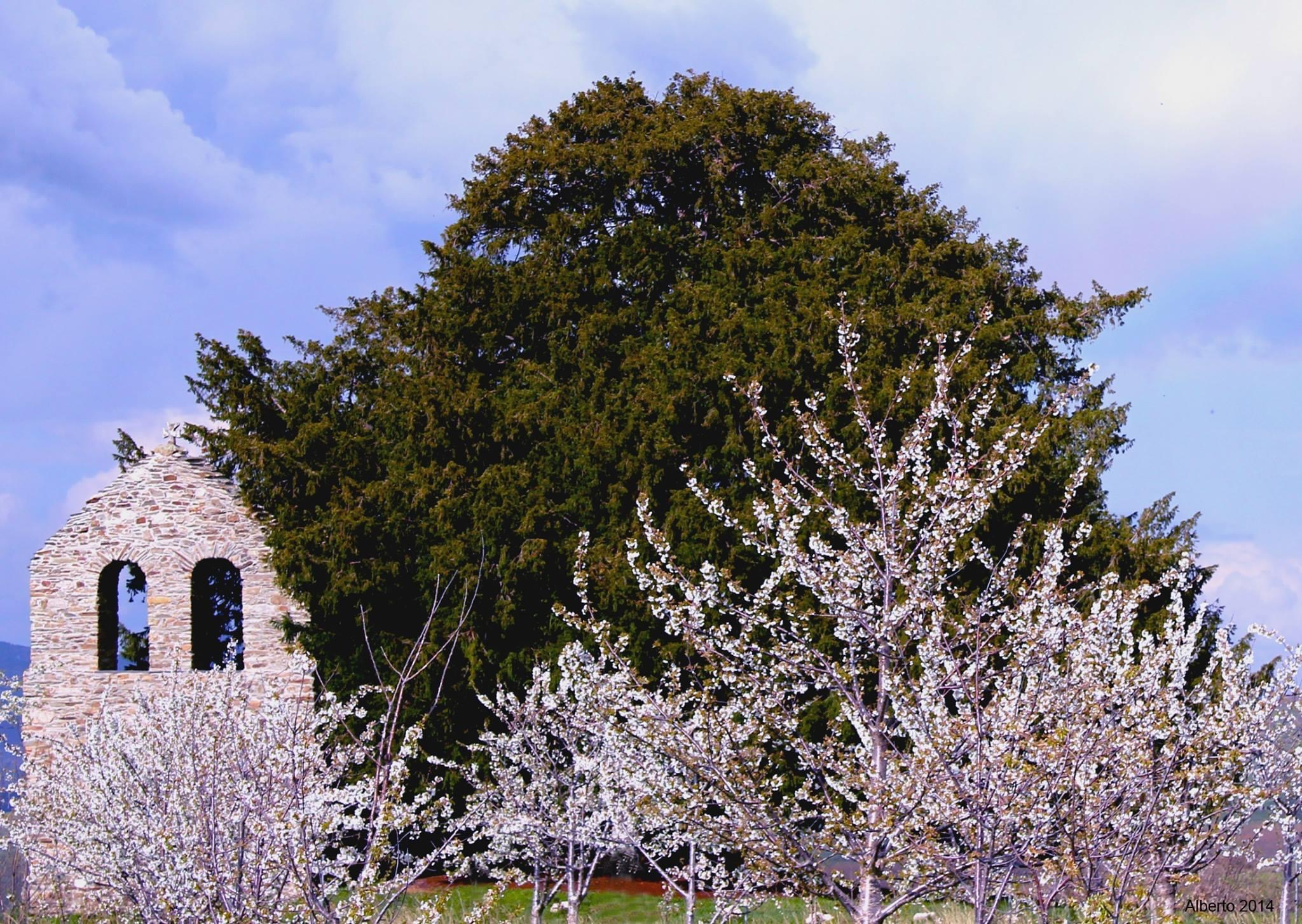
Tejo milenario

- Tejo milenario: es quizá el monumento más importante de la localidad. Sus dimensiones son 14,5 metros de altura y 17,87 metros de diámetro máximo de su copa, y tiene unos 1246 años de antigüedad.[2]
- Iglesia parroquial.

### Fiestas
Los días de fiesta son por San Cristóbal, en torno al 10 de julio.